# برمرين
برمرين هو من آلهة التثليث الحضري ويعني اسمه (ابن سيدينا) فهو حسب معتقدات سكان الحضر ابن الاله مرن والالهة مرتن. وكانت للإله برمرين منزلة سامية عند أهل الحضر. كان اسمه يتردد في الادعية والصلوات، وصور في بعض النقوش بهيئة شاب قوي حول رأسه هالة مشعة وورائه هلال ويخرج جسمه من هلال ثان وفوق جبينه قرنان صغيران. أنتشرت عبادته في الأقاليم المجاورة.